# Прислуцька сільська рада (Полонський район)
Прислу́цька сільська́ ра́да (до 1946 року — Тиранівська сільська рада) — колишня адміністративно-територіальна одиниця та орган місцевого самоврядування у Романівському (Миропільському) і Полонському районах Волинської і Шепетівської округ, Вінницької й Хмельницької областей Української РСР та України з адміністративним центром у селі Прислуч.

## Населені пункти
Сільській раді були підпорядковані населені пункти:
- с. Прислуч
- с. Колосівка
- с. Любомирка

## Населення
Кількість населення ради станом на 1923 рік становила 1 816 осіб, кількість дворів — 412.
Населення ради станом на 2001 рік — 1 251 особа.

## Склад ради
Рада складалася з 16 депутатів та голови.

### VI скликання
За результатами місцевих виборів 2010 року депутатами ради стали:

#### За суб'єктами висування
| Суб'єкт висування               | Кількість обраних депутатів | %    |
| ------------------------------- | --------------------------- | ---- |
| Самовисування                   | 14                          | 87,5 |
| Партія регіонів                 | 1                           | 6,3  |
| Політична партія «Наша Україна» | 1                           | 6,3  |

#### За округами
| № округу                        | Прізвище, ім'я, по батькові      | Дата визнання обраним | Освіта             | Партійна приналежність | Відомості про обраного депутата                     |
| ------------------------------- | -------------------------------- | --------------------- | ------------------ | ---------------------- | --------------------------------------------------- |
| Партія регіонів                 |                                  |                       |                    |                        |                                                     |
| 16                              | Голота Руслана Олексіївна        | 01.11.2010            | середня спеціальна | позапартійна           | Прислуцька сільська рада, секретар виконкому        |
| Політична партія «Наша Україна» |                                  |                       |                    |                        |                                                     |
| 7                               | Проботюк Лариса Адамівна         | 01.11.2010            | середня спеціальна | позапартійна           | загальноосвітня школа І-ІІІ ст., кухар              |
| Самовисування                   |                                  |                       |                    |                        |                                                     |
| 1                               | Шамрай Валентина Миколаївна      | 01.11.2010            | середня спеціальна | позапартійна           | тимчасово не працює                                 |
| 2                               | Мушінська Світлана Володимирівна | 01.11.2010            | середня спеціальна | позапартійна           | тимчасово не працює                                 |
| 3                               | Шаткун Валентина Володимирівна   | 01.11.2010            | вища               | позапартійна           | Прислуцька загальноосвітня школа І-ІІІ ст., вчитель |
| 4                               | Розгон Надія Олексіївна          | 01.11.2010            | середня спеціальна | позапартійна           | Спеціаліст Держкомзему, спеціаліст І категорії      |
| 5                               | Білоус Борис Степанович          | 01.11.2010            | середня спеціальна | позапартійний          | тимчасово не працює                                 |
| 6                               | Люблінський Леонід Федорович     | 01.11.2010            | середня спеціальна | позапартійний          | індивідуальний власник                              |
| 8                               | Якимчук Олександр Федорович      | 01.11.2010            | вища               | позапартійний          | Полонська РВ УМВС України, старший слідчий          |
| 9                               | Жуківський Микола Володимирович  | 01.11.2010            | середня спеціальна | позапартійний          | ФГ Прислуцьке, механізатор                          |
| 10                              | Гурін Людмила Броніславівна      | 01.11.2010            | середня спеціальна | позапартійна           | тимчасово не працює                                 |
| 11                              | Мельничук Сергій Васильович      | 01.11.2010            | середня спеціальна | позапартійний          | підприємець                                         |
| 12                              | Хомич Тетяна Василівна           | 01.11.2010            | середня спеціальна | позапартійна           | тимчасово не працює                                 |
| 13                              | Верещак Любов Василівна          | 01.11.2010            | середня спеціальна | позапартійна           | тимчасово не працює                                 |
| 14                              | Хомич Олександр Іванович         | 01.11.2010            | середня спеціальна | позапартійний          | тимчасово не працює                                 |
| 15                              | Гончарук Людмила Анатоліївна     | 01.11.2010            | середня спеціальна | позапартійна           | тимчасово не працює                                 |

### Керівний склад попередніх скликань
| Прізвище, ім'я, по батькові | Основні відомості                                                               | Дата обрання | Дата звільнення |
| --------------------------- | ------------------------------------------------------------------------------- | ------------ | --------------- |
| Матюх Петро Іванович        | Сільський голова, 1953 року народження, безпартійний                            | 26.03.2006   | 31.10.2010      |
| Левчук Василь Іванович      | Сільський голова, 1960 року народження, освіта середня спеціальна, безпартійний | 31.10.2010   |                 |

Примітка: таблиця складена за даними сайту Верховної Ради України

## Історія
Створена 1923 року як Тиранівська сільська рада, в складі сіл Тиранівка, Войцехівка (згодом — Колосівка) та Любомирка Миропільської волості Полонського повіту Волинської губернії. З 22 вересня 1937 року у складі Кам'янець-Подільської області. У 1946 році перейменована на Прислуцьку через перейменування центру ради с. Тиранівка на Прислуч.
Станом на 1 вересня 1946 року сільська рада входила до складу Полонського району Кам'янець-Подільської (згодом — Хмельницька) області, на обліку в раді перебували села Колосівка, Любомирка та Прислуч.
Ліквідована у 2015 році у зв'язку з об'єднанням до складу Полонської міської територіальної громади Полонського району Хмельницької області.
Входила до складу Романівського (Миропільського, 7.03.1923 р.) та Полонського (5.06.1926 р.) районів.